# バッキー・ハリス (捕手)
バッキー・ハリス（Bucky Harris、本名：アンドリュー・ハリス・マクギャラード（Andrew "Bucky" Harris McGalliard）、1908年9月25日 - 1978年5月20日）は、アメリカ合衆国カリフォルニア州ロサンゼルス出身のプロ野球選手（捕手）。
愛称の「バッキー」は、MLBの名選手であるバッキー・ハリスの名を名乗ることで話題性を期待した登録名である。

## 来歴

### アメリカ時代
南カリフォルニア大学を経て、1928年にアメリカマイナーリーグに入り、AAサクラメント・セネターズ等でプレーするが、メジャーリーグ昇格は叶わなかった。1931年にロサンゼルスの日系チーム「L・A NIPPON」の日本遠征に参加する。当時、アメリカの日系人野球チームが日本へ遠征する際、日本側の要請で2-3人のプロ・セミプロ級の白人野球選手を参加させることが条件だった。遠征終了後、ハリスは再びサクラメントに戻るが、世界恐慌の影響でマイナー選手の給料が下がったらしく、ハリスはサクラメントを退団して石油会社に就職し、その傍らでL・A NIPPONに所属して試合に出場している。L・A NIPPONでプレーしていた頃、ハリスは何となく日系人とウマが合うと感じていたという。1935年にはアメリカ遠征に来ていた大日本東京野球倶楽部とも対戦し、これを通じてハリスは東京側のマネージャーであった鈴木惣太郎と知り合ったとみられる。

### 日本（職業野球）時代
1936年に日本国内で初のプロ野球リーグ戦（日本野球連盟）が始まり、名古屋軍総監督の河野安通志が鈴木惣太郎に外国人選手の紹介を頼んだところ、鈴木が懇意にしていた「L・A NIPPON」のチームマネージャー・フランク大江が仲介して名古屋軍に入団をまとめた。ただし、河野と大江の橋渡しをしたのは鈴木ではなく三宅大輔という説もある。ハリスの月給は500円だったが、のちの巨人の看板選手であった水原茂が150円ほどとされることから、ハリスの月給は破格であった。こうして、ハーバート・ノース・高橋吉雄とともに名古屋軍結成時の外国人三人衆の一人として入団した。
1936年の春季からリーグ戦に参加。非日系のアメリカ人の職業野球への参加は初めてであったことから注目されたが、ハリスはたちまちファンから愛される人気者になる。同年春・夏通算打率が.348、秋季も.310（リーグ6位）を記録。翌1937年1月に河野が新球団の後楽園イーグルスを結成し、既存チームから選手を集める。河野は名古屋軍に対してハリスの譲渡を求めるが、了承を得られなかった。そのうち、ハリスはアメリカに帰国してしまい、春季リーグ戦が始まっても日本へ戻らなかった。当時、移籍に関して両球団で合意できない場合でも、6ヶ月以上経過すれば選手の希望する球団に入団できる、旨の不文律があり、どうしてもハリスが欲しいイーグルスが、旅費を負担してハリスを帰国させたのではとの噂も流れる。結局、ハリスは6月20日に日本に戻るとイーグルスに入団した。
春季は移籍のごたごたもあり17試合の出場で打率.206に終わる。秋季には当時の最多記録となる17二塁打（1939年に中島治康が更新）を放って打率.310（リーグ5位）を記録する一方で、投手リードに特異な才能を発揮して若い畑福俊英・中河美芳をよくリードするなど攻守両面で活躍。春期に最下位（勝率.214）であったチームを3位（勝率.596）に押し上げた最大の功労者と評された。それらの功績を評価され、優勝した大阪タイガースのエース・西村幸生を差し置いて、同シーズンの最高殊勲選手（MVP）に満場一致で選出される。翌1938年も春季に打率.324（リーグ4位）を記録すると、本塁打も最後の2試合で2本ずつを放って6本塁打とし、5本塁打の苅田久徳をギリギリで逆転して本塁打王を獲得した。秋季も打率.320でリーグ2位につけたが、同年限りで退団・帰国した。
ハリスの退団、帰国は当時の日米関係が悪化の一途をたどっていたことも影響している。ナインとの別れの日、ハリスは「さようならと言えないほど」大変に悲しんだという。引退試合は後楽園球場で行われ、イーグルス代表になっていた河野に翻訳を頼んで、引退挨拶を行った。
職業野球は、皆様のお引き立てがなければ立ちゆきません。今後ともごひいきに願います。私はこの際、別れを告げます。皆様のご壮健と、ご幸福を祈ります。さようなら。
ハリスはこの挨拶の日本語の原稿をアルバムで保存していたとされている。

### 帰国後
1941年に日本とアメリカとの間で太平洋戦争（第二次世界大戦）が始まると、日本語を理解していることを買われて、アメリカ陸軍から勧誘を受ける。ハリスはこれを受け、半年ほどミシガン大学で日本語を勉強し、のちフィリピン・レイテ島の捕虜収容所で通訳を務めた（レイテ島の戦い）。そこで、捕虜となっていた元阪急軍の捕手・沖克己から声をかけられ、捕虜の雰囲気が一挙に好転したという逸話がある。
戦後は、カリフォルニア州オレンジ郡で組積造の会社を経営し、引退後はウェストミンスターに居住した。
1976年7月にロサンゼルスで引退生活をしていたハリスを野球通でも知られる慶應義塾大学教員の池井優が訪れ、それを契機にベースボール・マガジン社から同年の日本シリーズに招待されて、イーグルス退団以来38年ぶりの訪日が実現した。10月21日に読売ジャイアンツ（巨人）が阪急ブレーブスを迎えた同シリーズの第1戦を、約40年前に自身の本拠地球場であった後楽園球場で観戦し、人工芝を見て感激しきりであった。後楽園飯店で行われた歓迎会では水原茂・松木謙治郎・藤村富美男・川上哲治・千葉茂など、ハリスと対戦して彼の訪日に尽力した職業野球の名選手達が参加した。このシリーズについては『週刊ベースボール』誌で昭和51年11月8日号（通巻1012号）からの3冊にかけて観戦日記や座談会が掲載された。日本滞在中には名古屋にも立ち寄り、名古屋軍の後身である中日ドラゴンズの足木敏郎の案内で1936年当時の本拠地だった鳴海球場の跡地を訪れて、名鉄自動車学校の一部に残る当時の内野スタンドなどを見学したとされる。
1978年5月26日にボートを川に下ろそうとした際に起こした内臓出血がもとで、ネバダ州ラスベガスで死去。69歳没。

## 選手としての特徴
上背はあまりなかったが、胸板厚く、肩周りもがっちりした、タンクのような捕手らしい雰囲気の体つきであった。強肩から繰り出される各塁への正確で速い送球を誇り、特に二塁送球は座ったままスナップスローで投げた。当時、試合前のアトラクションで、二塁ベース上に底を抜いた樽を置き本塁からの送球で樽の中を通す「樽抜き競争」があったが、ハリスはこの競争の王者で賞金5円を最も多く獲得していたという。打っても常に個人打撃成績の上位に名を連ね、その攻守好打ぶりは、数年前に来日した当時史上最高の捕手とされていたミッキー・カクレーンを彷彿させたという。
マスク越しに突如日本語の歌を歌い出し（桃太郎の歌と伝わる）打者を混乱させたり、走者として塁に出ると相手投手に向かって「ちょっとそのボールを見せて」と話しかけ、投手がハリスに向かってボールを転がした瞬間に次の塁に向かって走り出すなど、ユニークなトリックプレーを見せた。

## 人物
1936年の来日時は独身であったが、同年中に婚約者のステージダンサーを呼び寄せて結婚。新居は九段坂の途中にあった当時最もハイクラスとされた野々宮という高層アパートに構えた。妻が妊娠してアメリカに帰国すると、ハリスは家賃17円のアパートに引っ越して質素な生活を送り、妻への仕送りを続けたという。1938年限りでアメリカに帰国したのも、妻と離れて生活する不便さと、経済的負担が重かったことも理由とされる。
当時の国定教科書である『小学国語読本』（サクラ読本）で熱心に日本語を勉強するなど、日本へ適応しようと努力した。遠征先では蒲団で寝て、チームメイトと麻雀や将棋も楽しんだという。
1976年の来日で日本シリーズの巨人ベンチを訪問した際、態度が悪かったクライド・ライトに対して、「日本の習慣を尊重しろ。給料は日本のチームが払ってくれるんだ」と一喝したとの話が伝わっている。

## 詳細情報

### 年度別打撃成績
| 年 度     | 球 団             | 試 合 | 打 席 | 打 数 | 得 点 | 安 打 | 二 塁 打 | 三 塁 打 | 本 塁 打 | 塁 打 | 打 点 | 盗 塁 | 盗 塁 死 | 犠 打 | 犠 飛 | 四 球 | 敬 遠 | 死 球 | 三 振 | 併 殺 打 | 打 率 | 出 塁 率 | 長 打 率 | O P S |
| --------- | ----------------- | ----- | ----- | ----- | ----- | ----- | -------- | -------- | -------- | ----- | ----- | ----- | -------- | ----- | ----- | ----- | ----- | ----- | ----- | -------- | ----- | -------- | -------- | ----- |
| 1936春夏  | 名古屋            | 15    | 72    | 69    | 12    | 24    | 2        | 1        | 1        | 31    | 11    | 5     | --       | 0     | --    | 2     | --    | 1     | 5     | --       | .348  | .375     | .449     | .824  |
| 1936秋    | 名古屋            | 24    | 99    | 87    | 10    | 27    | 4        | 2        | 0        | 35    | 14    | 2     | --       | 3     | --    | 8     | --    | 1     | 7     | --       | .310  | .375     | .402     | .777  |
| 1937春    | 後楽園 イーグルス | 17    | 77    | 63    | 9     | 13    | 1        | 1        | 0        | 16    | 7     | 1     | --       | 1     | --    | 11    | --    | 2     | 5     | --       | .206  | .342     | .254     | .596  |
| 1937秋    | 後楽園 イーグルス | 49    | 222   | 200   | 34    | 62    | 17       | 2        | 1        | 86    | 24    | 7     | --       | 3     | --    | 18    | --    | 1     | 7     | --       | .310  | .370     | .430     | .800  |
| 1938春    | 後楽園 イーグルス | 35    | 150   | 139   | 21    | 45    | 5        | 1        | 6        | 70    | 24    | 3     | --       | 1     | --    | 10    | --    | 0     | 9     | --       | .324  | .369     | .504     | .873  |
| 1938秋    | 後楽園 イーグルス | 40    | 170   | 153   | 17    | 49    | 5        | 3        | 5        | 75    | 23    | 6     | --       | 1     | --    | 16    | --    | 0     | 8     | --       | .320  | .385     | .490     | .875  |
| 通算：3年 | 通算：3年         | 180   | 790   | 711   | 103   | 220   | 34       | 10       | 13       | 313   | 103   | 24    | --       | 9     | --    | 65    | --    | 5     | 41    | --       | .309  | .371     | .440     | .812  |

- 各年度の太字はリーグ最高
- 後楽園（後楽園イーグルス）は、1938年にイーグルスに球団名を変更

### 年度別投手成績
| 年 度     | 球 団     | 登 板 | 先 発 | 完 投 | 完 封 | 無 四 球 | 勝 利 | 敗 戦 | セ 丨 ブ | ホ 丨 ル ド | 勝 率 | 打 者 | 投 球 回 | 被 安 打 | 被 本 塁 打 | 与 四 球 | 敬 遠 | 与 死 球 | 奪 三 振 | 暴 投 | ボ 丨 ク | 失 点 | 自 責 点 | 防 御 率 | W H I P |
| --------- | --------- | ----- | ----- | ----- | ----- | -------- | ----- | ----- | -------- | ----------- | ----- | ----- | -------- | -------- | ----------- | -------- | ----- | -------- | -------- | ----- | -------- | ----- | -------- | -------- | ------- |
| 1936春夏  | 名古屋    | 1     | 0     | 0     | 0     | 0        | 0     | 0     | --       | --          | ----  | --    | 3.0      | 2        | 0           | 0        | --    | 0        | 3        | 2     | 0        | 0     | 0        | 0.00     | 0.67    |
| 通算：1年 | 通算：1年 | 1     | 0     | 0     | 0     | 0        | 0     | 0     | --       | --          | ----  | --    | 3.0      | 2        | 0           | 0        | --    | 0        | 3        | 2     | 0        | 0     | 0        | 0.00     | 0.67    |

### タイトル
- 本塁打王：1回（1938年春）
- 最多安打：1回（1937年秋）  ※当時は連盟表彰無し

### 表彰
- 最高殊勲選手（MVP）：1回（1937年秋）

### 背番号
- 6（1936年）
- 23（1937年 - 1938年）